# Barbacha
Barbacha (Iberbacen en berbère) est une commune située au sud de la wilaya de Béjaïa, dans la région de Petite Kabylie, au nord-est de l'Algérie.

## Géographie
|                     | Amizour           |         |
| Ferraoun            | Barbacha          | Kendira |
| Beni Mouhli (Sétif) | Bousselam (Sétif) |         |

### Localités
Khellil est une localité bougiote de la commune de Barbacha, située au sein de la vallée de la Soummam sur sa rive droite et distante d une dizaine de km du chef-lieu de la commune. C'est un ensemble de petits villages (Thawrirt, Thighremt, Thoubrassine, Thaguelmimt, Khellil centre, Bouhambel, Thaguelmimt).
Cette année[Quand ?], ce village est devenu un vaste chantier, il est en train de subir un grand changement. Plusieurs projets sont en cours de réalisation : élargissement et revêtement du chemin départemental no 15, installation du nouveau réseau d'alimentation en eau potable, étude du réseau de gaz de ville, réalisation du réseau d'évacuation d'eaux pluviales et eaux usées, aménagement urbain et plusieurs projets en attente de réalisation[réf. nécessaire].
Le village Khellil est appelé aussi Ait-Ifser[réf. nécessaire] qui signifie vallée ensoleillée.

## Musique

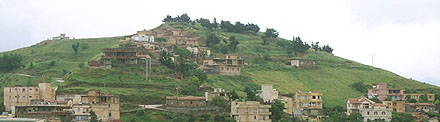
Vue de Barbacha.

Plusieurs groupes de styles différents sont originaires de ce village. On peut citer particulièrement, Rim'K (rap), Magyd Cherfi de Zebda (chanson), Bil-K de Ghetto Phenomene (rap), Eclipse (groupe rock), Hamid Chaou (folklore kabyle), Ckorelec (électronique) et Yufitren (acoustique/folk)[réf. nécessaire].